# Марцинковиці (Опатовський повіт)
Марцинковиці (пол. Marcinkowice) — село в Польщі, у гміні Опатув Опатовського повіту Свентокшиського воєводства.
Населення — 314 осіб (2011).
У 1975-1998 роках село належало до Тарнобжезького воєводства.

## Демографія
Демографічна структура на день 31 березня 2011 року:
|          | Загалом | Допрацездатний вік | Працездатний вік | Постпрацездатний вік |
| -------- | ------- | ------------------ | ---------------- | -------------------- |
| Чоловіки | 142     | 30                 | 94               | 18                   |
| Жінки    | 172     | 26                 | 102              | 44                   |
| Разом    | 314     | 56                 | 196              | 62                   |